# 제2대 마운트배튼오브버마 여백작 패트리샤 내치불
제2대 마운트배튼오브버마 여백작 패트리샤 에드위나 빅토리아 내치불(영어: Patricia Edwina Victoria Knatchbull, 2nd Countess Mountbatten of Burma, Baroness Brabourne, CBE, MSC, CD, 1924년 2월 14일 ~ 2017년 6월 13일)은 영국의 귀족이었으며 엘리자베스 2세의 3촌 조카였다. 그녀는 마운트배튼 경과 상속녀 마운트배튼오브버마 백작부인 에드위나 마운트배튼(샤프트베리 백작의 부계 후손으로, 1661년에 처음 귀족이 되었다)의 장녀였다. 그녀는 에든버러 공작 필립의 1촌 조카이자 찰스 3세의 마지막 남은 세례 후원자였던 레이디 파멜라 힉스의 언니였다. 그녀는 빅토리아 여왕의 증손녀였다.
레이디 마운트배튼은 1979년 버마 백작이 암살당했을 때, 아버지의 뒤를 이어 그의 딸들과 그들의 상속자들에게 특별한 잔여분이 주어졌기 때문에, 버마 여백작의 자리를 물려주었다. 이 유산은 그녀에게 여백작 칭호와 상원의원직을 부여했는데, 1999년 상원법에 의해 대부분의 세습 귀족들이 하원에서 제외될 때까지 그녀는 그곳에 있었다.